# Forte da Forca (Vila Franca do Campo)
O Forte da Forca localizava-se na Vila Franca, atual concelho de Vila Franca do Campo, na costa sul da ilha de São Miguel, nos Açores.
Em posição dominante sobre este trecho do litoral, constituiu-se em uma fortificação destinada à defesa deste ancoradouro contra os ataques de piratas e corsários, outrora frequentes nesta região do oceano Atlântico.

## História
A "Relação" do marechal de campo Barão de Bastos em 1862 refere-o como "Forte da Forca" e informa que se encontrava arruinado.
De acordo com Sérgio Rezendes (2010), também terá tido a denominação de Forte de São Francisco de Vila Franca, e terá sido reconstruído em 1815, com o nome de Forte de Gonçalo Velho. Esta estrutura não chegou até aos nossos dias.